# Anolis milleri
Anolis milleri е вид влечуго от семейство Dactyloidae.

## Разпространение
Видът е разпространен в Мексико.